# Alan Hart
Dr. Alan L. Hart, född 4 oktober 1890, död 1 juli 1962, var en amerikansk läkare, radiolog, forskare (om tuberkulos) och författare. 
Hart var en föregångare när det gällde att använda röntgenfotografering för att upptäcka tuberkulos. Han utvecklade också, vid Idaho Tuberculosis Hospital, ett screening- och behandlingsprogram för tuberkulos som räddade tusentals liv. Hart registrerades som flicka vid födseln, men insåg senare att han var man. Han var 1917-1918 en av de första transmän som genomgick hysterektomi och gonadektomi i USA, och levde resten av sitt liv som en man.

## Biografi

### Barndom och uppväxt
Alan Lucille Hart föddes 4 oktober 1890 i Halls Summit, Coffey County, Kansas. Han föräldrar var Albert L. Hart och Edna Hart (född Bamford). När Alan Harts far dog av tyfus 1892, återtog modern sitt flicknamn och flyttade med familjen till Linn County, Oregon där hon vårdade sin egen mor under dennes sjukdom. När Hart var fem år gammal gifte hans mor om sig, med Bill Barton, och familjen flyttade till Ednas fars gård. Hart skrev senare, 1911, om sin lycka under denna tid, när han var fri att presentera sig som pojke och leka med pojkleksaker tillverkade för honom av hans morfar. Hans föräldrar och morföräldrar accepterade i stort sett hans könsuttryck, men hans mor beskrev hans önskan att vara en pojke som "dumt". I båda hans morföräldrars dödsannonser, från 1921 och 1924, benämns Hart som dotterson (en. grandson). När Hart var tolv år flyttade familjen till Albany. Där var Hart skyldig att presentera sig som flicka i skolan, och behandlades som en flicka. Han fortsatte att tillbringa skolloven på sin morfars gård och presenterade sig som pojke  bland sina manliga vänner och "retades med flickorna och spelade pojkarnas spel". I ett tillbakablickande stycke i Halls Summit Nyheter den 10 juni 1921 stod att "Unge Hart var annorlunda, redan då. Pojkkläder kändes bara naturligt. [Alan] betraktade alltid sig själv som en pojke och bad sin familj att klippa [hans] hår och låta [honom] bära byxor. [Alan] ogillade dockor men uppskattade att leka doktor. [Han] hatade traditionellt kvinnliga arbetsuppgifter utan föredrog jordbruksarbete med manfolket istället. Den självtillit som blev en livslång drag var tidigt uppenbar, en gång när [han] av misstag högg av sin fingertopp med en yxa, lade Lucille om detsjälv och sa ingenting om det till familjen."
Som förtryckt pojke under skoltiden, fick Hart tillåtelse att skriva essäer under pseudonymen "Robert Allen Bamford, Jr." med få invändningar från klasskamrater eller lärare. Det var vanligt på den tiden för författare att använda pseudonymer, inklusive att ta namn som förknippades med det motsatta könet. Hart publicerade texter i lokaltidningar och i skoltidningar under detta namn, eller som "inskickad av en anonym pojke" eller genom att använda det neutrala "ALH" eller "A. Hart". Han använde sitt juridiska namn endast under påtryckningar från jämnåriga eller äldre. Hans tidiga verk behandlade maskulina ämnen, även när han blev ombedd att skriva om ämnen om livet som kvinna. När han ombads att skriva om kvinnliga klasskamrater eller vänner  porträtterade han dem som boxare eller pojkaktiga basketspelare.
Hart gick på Albany College (numera Lewis & Clark College) och förflyttades sedan, med klasskamraten och flickvännen Eva Cushman, till Stanford University för läsåret 1911-1912 innan han återvände till Albany College.  Hart tog examen vid Albany College 1912 och erhöll 1917 en examen i medicin vid University of Oregon, medicinska institutionen, i Portland (numera Oregon Health & Science University).  Hart återvände också under 1916 till norra Kalifornien för att delta i sommarkurser under vid Stanford University School of Medicine. Hart var djupt olycklig över att hans doktorsexamen utfärdades i hans kvinnliga namn, det begränsade hans möjligheter att använda det i ett framtida liv under ett mansnamn. Collegeregister visar att åtminstone en av de högre tjänstemännen kände sympati för Hart, hans examen är internt sorterad under suffixet "(aka Robert L.), MD". Efter examen arbetade han för en kort stund (som kvinna) på Röda Korsets sjukhus i Philadelphia.

### Byte av socialt kön och könskorrigerande behandling
Vid vuxen ålder sökte Hart psykiatrisk rådgivning och kirurgi för att kunna leva som man. Hart var den första dokumenterade transman som genomgick någon typ av könskorrigerande behandling i USA, men könskorrigerande operationer hade genomförts tidigare i Tyskland, av sexologen Magnus Hirschfeld.
Alan Hart kontaktade  Dr. Joshua Gilbert vid University of Oregon år 1917 och begärde kirurgi för att eliminera menstruationen och möjligheten att någonsin bli gravid. Han presenterade också för Gilbert ett rasbiologiskt argument, att en person med en "onormal felvändning" (eng. abnormal inversion] bör steriliseras. Gilbert var från början motvillig, men noterade att Hart var "extremt intelligent och inte psykiskt sjuk, men drabbad av en mystisk sjukdom som jag [Gilbert] inte har någon förklaring till". Han noterade också att Hart upplevde sig enbart som man och beskrev sig själv med hjälp av fraser som "de andra stipendiaterna och jag" och frågor som "vad kan en karl göra?". Gilbert skrev, i en fallstudie publicerad i Journal of Nervous and Mental Disorders år 1920, att "från en sociologisk och psykologisk synvinkel är [Hart] en man" och att leva som man var Harts enda chans till en lycklig tillvaro, "det bästa som kan göras". Han tillade, "Låt den som har en tendens att kritisera erbjuda någon konstruktiv metod för att hantera problemet för handen. Han kommer inte göra det, på grund av svårigheterna. Patienten och jag har gjort vårt bästa med det." Hart var det första fallet i Amerika där en psykiater rekommenderade avlägsnande av ett friskt organ enbart baserat på individens könsidentitet.
Harts operationer utfördes vid University of Oregon Medical School under 1917-1918. Han bytte sedan sitt juridiska namn.

### Äktenskap och karriär
I februari 1918 gifte sig Alan Hart med sin första fru Inez Stark och flyttade med henne till Gardiner, Oregon, för att etablera en egen läkarpraktik. Där drabbades han av ett tidigt bakslag när en före detta studiekollega outade honom som transperson, vilket tvingade Hart och hans fru att flytta. Hart fann erfarenheten traumatisk och konsulterade återigen Gilbert, som skrev att Hart hade lidit av "den förföljelseprocess...som vårt moderna samhälle kan driva till sådan perfektion och förfining.".  Hart inrättade en ny praktik i det avlägsna Huntley, Montana, och skrev senare att han "bedrev verksamhet i lador och hus ... (till) kraschen hösten 1920 utplånade de flesta av Montana jordbrukare och djurskötare, och mig tillsammans med dem". Han tog sedan ambulerande arbete, tills han 1921, på en skriftlig rekommendation från läkaren Harriet J. Lawrence, fick en tjänst som personalläkare vid Albuquerque Sanatorium.
Den ekonomiska otrygghet, de många flyttarna och behovet av sekretess utgjorde påfrestningar på Hart äktenskap och Inez lämnade honom i september 1923. Hon sade åt Hart att inte ha någon vidare kontakt med henne och skilde sig från honom 1925. Samma år gifte sig Hart med sin andra fru, Edna Ruddick, äktenskapet varade fram till Alan Harts död. Hart flyttade till Trudeau School of tuberkulos i New York 1925, där han även forskade. Han tillbringade åren 1926-1928 som läkare på Rockford TB sanatoriet i Illinois. År 1928 erhölls Hart en magisterexamen i radiologi vid University of Pennsylvania. 1929 utnämndes han till Director of Radiology vid Tacoma General Hospital. Under 1930-talet flyttade paret till Idaho, där Hart arbetade fram till början av 1940-talet. Hans arbete tog honom också till Washington, där han höll en forskartjänst som röntgenologist i Spokane. Under kriget var Hart också en medicinsk rådgivare vid arméns högkvarter för rekrytering och introduktion i Seattle, medan Edna arbetade för Hälsodepartementet i King County.
År 1948, efter att Hart avlagt magisterexamen i folkhälsovetenskap vid Yale, flyttade paret till Connecticut, där Hart hade utsetts ansvarig för sjukhusvård och rehabilitering för delstaten Connecticuts Tuberkulos Kommission. Paret levde resten livet ut i West Hartford, Connecticut, där Edna blev professor vid University of Hartford. Efter andra världskriget blev syntetiskt testosteron tillgängliga i USA och för första gången Hart kunde odla skägg och raka sig. Han utvecklade också en djupare röst, vilket gjorde honom mer självsäker och hans offentliga framträdanden lättare.
Under de sista sex åren av sitt liv Hart gav många föreläsningar och dedikerade all sin lediga tid till att samla in pengar till medicinsk forskning och för att stödja patienter med avancerad tuberkulos som inte hade råd med behandling. Han var medlem av American Thoracic Society, American Public Health Association, American Association for the Advancement of Science, och American Civil Liberties Union, bland många andra. Både Alan och Edna Hart var omtyckta aktiva ledargestaler i samhället. Alan var under åtta år vice ordförande i parets lokala församling, en unitaristkyrka.
Alan Hart dog av hjärtsvikt den 1 juli 1962. I enlighet med testamentet kremerades hans kropp och hans aska spriddes över Puget Sound, där han och Edna hade tillbringat många lyckliga somrar tillsammans.

### Forskning
Alan Hart ägnade större delen av sin karriär åt forskning och behandling av tuberkulos. I början av 1920-talet var sjukdomen den främsta dödsorsaken i Amerika. Läkare, inklusive Hart, fick då inse att otaliga sjukdomar som consumption, phthisis, phthisis pulmonalis, Koch's sjukdom, scrofula, lupus vulgaris, vit pest, King's evil, Pots sjukdom och Gibbus, i själva verket alla var fall av tuberkulos. Tuberkulos attackerar oftast offrens lungorna först och Hart var bland de första läkarna att dokumentera hur den sedan sprider sig via cirkulationssystemet, vilket orsakar skador på njurar, ryggrad och hjärna och så småningom leder till döden. Forskare hade på 1800-talet upptäckt att tuberkulos inte var ärftligt utan handlade om en luftburen bacill som spred sig snabbt bland personer i trånga bostäder genom hosta och nysningar. Detta innebar att sjukdomen kunde behandlas, men eftersom det inte fanns något botemedel mot sjukdomen i dess avancerade stadier var tidig upptäckt det enda hoppet för de drabbade.
Röntgen hade upptäckts helt nyligen 1895, då Hart var fem år gammal. I början av nittonhundratalet användes röntgen för att upptäcka benfrakturer och tumörer, men Hart blev intresserad av deras potential för att upptäcka tuberkulos. Eftersom sjukdomen ofta inte uppvisade några symtom i ett tidigt skede var röntgen ovärderlig för tidig upptäckt. Även de enkla tidiga röntgenapparaterna kunde upptäcka sjukdomen innan läget blev kritiskt. Detta möjliggjorde gjorde tidig behandling som ofta kunde rädda patientens liv. Det innebar också de drabbade kunde identifieras och isoleras från befolkningen, vilket kraftigt minskade spridningen av sjukdomen. Offentliga insamlingskampanjer, som den nyskapade jul-märkes-kampanj, hjälpte till att finansiera dessa insatser. På 1940-talet, när antibiotika infördes, hade läkarna, genom att använda de tekniker Hart utvecklade, lyckats minska antalet dödsfall i tuberkulos till en femtiondedel.
År 1937 blev Hart anställd vid Idaho Tuberculosis Association och blev senare Idahos tuberkulosinspektör. Han etablerade Idahos första fasta och mobila tuberkulosscreeningkliniker och stärkte påtagligt delstatens kamp mot tuberkulos. Mellan 1933 och 1945 genomförde Hart ett stort antal resor genom den vidsträckta landsbygden i Idaho och färdades tusentals kilometer medan han föreläste, genomförde mass-undersökningar, utbildade ny personal och behandlade effekterna av epidemin.
Alan Hart var en erfaren och lättillgänglig författare och skrev mycket för medicinska tidskrifter och populärvetenskapliga publikationer. Han beskrev genom sina artiklar tuberkulos både för specialister och allmänheten och gav råd om att förebygga, upptäcka och bota. Vid den tiden var ordet "tuberkulos" stigmatiserat och kopplades ihop med könssjukdomar, så Hart insisterade på att hans kliniker skulle benämnas "bröstkliniker" och kallade sig själv "bröst doktor", och kallade patienterna "bröstpatienter". Diskretion och medkänsla var viktiga verktyg i att behandla den stigmatiserade sjukdomen.
År 1943 sammanställde Hart, nu erkänd som en av de mer framstående inom området för tuberkulös röntgen, sina omfattande anteckningar om tuberkulosfall och andra sjukdomar som kunde upptäckas genom röntgen, till ett kompendium, These Mysterious Rays: A Nontechnical Discussion of the Uses of X-rays and Radium, Chiefly in Medicine (pub. Harper & Brothers). Verket ses fortfarande som ett standardverk inom området. Boken översattes till flera språk, däribland spanska.
År 1948 utnämndes Hart till ansvarig för sjukhusvård och rehabilitering för delstaten Connecticuts Tuberkulos Kommission. Liksom i Idaho ansvarade Dr Hart för ett omfattande delstatligt röntgengenomlysningsprogram för tuberkulos och betonade vikten av tidig upptäckt och behandling. Han blev kvar på denna post för resten av sitt liv och erhöll erkännande för sitt arbete med att begränsa spridningen av tuberkulos i Connecticut, som han tidigare hade erhållit i nordvästra USA. Även i andra delstater genomfördes program som byggde på Dr. Alan Harts ledarskap och metodik. Dessa program sparade många tusentals liv.

## Källhänvisningar
1. 1 2 3 4 5 6 7  läs online, id.loc.gov .[källa från Wikidata]
2. ↑  SNAC, SNAC Ark-ID: w6j79xpr, läs online, läst: 9 oktober 2017.[källa från Wikidata]
3. ↑  läs online, www.ochcom.org .[källa från Wikidata]
4. 1 2 3  ”You Don't Say: In small-town Magic Valley, TB met its match” (på Engelska) (HTML). Times-News Idaho. http://magicvalley.com/news/local/you-don-t-say-in-small-town-magic-valley-tb/article_9c8282ca-4e74-5756-8421-9f3f1760ced0.html. Läst 24 januari 2015.
5. ↑  Lauderdale, Thomas M.; Cook, Tom (September–October 1993). ”The Incredible Life and Loves of the Legendary Lucille Hart”. Alternative Connection 2 (12 & 13).
6. ↑  ”An Idyll of a Country Childhood”. The Takenah (Albany College Yearbook). 1911.
7. ↑  ”Reminiscences of Hall's Summit”. Halls Summit News (Halls Summit, Coffey County, Kansas). June 10, 1921.
8. ↑  Koskovich, Gerard (June 1993). ”Private Lives, Public Struggles”. Stanford.
9. ↑  Katz, Jonathan (1976). Gay American History: Lesbians and Gay Men in the U.S.A.. New York City: Thomas Y. Crowell.
10. ↑  Graduation details for "Hart, Lucille (aka Robert L.), M.D." Oregon Health & Science University Historical Collections & Archives BIOGRAPHICAL FILES in Box 27 of the Licenses, Degrees, and Certificates Collection
11. 1 2  ”FTM Contributions to Medicine, Psychology, Science and Engineering”. Computerconsultingservices.net. Arkiverad från originalet den 31 januari 2020. https://web.archive.org/web/20200131182800/http://www.computerconsultingservices.net/mensworld/images/FTMDoctors.htm. Läst 4 december 2013.
12. ↑  Hirschfeld, Magnus (1906). Drei Fälle irrtümlicher Geschlechtsbestimmung.
13. ↑  ”Geschlechtsübergänge. Mischungen männlicher und weiblicher Geschlechtscharaktere (sexuelle Zwischenstufen)”. Monatsschrift für Harnkrankheiten und sexuelle Hygiene (Leipzig: Verlag W. Malende). 1905.
14. ↑  OHSU Fertility Clinic News (September 2006) in the University of Oregon Medical School Library